# Mössingen
Mössingen é uma cidade da Alemanha localizada no distrito de Tübingen, região administrativa de Tubinga, estado de Baden-Württemberg.